# Зоран Рајшић
Зоран Рајшић (1972. године, Београд) је визуелни уметник и перфомер. Члан је уметничке групе БАЗААРТ. Излагао је самостално у Сребреници, Власеници, Мостару, Смедереву, Београду и Шапцу. Учествовао је на више домаћих и међународних групних изложби и извео неколико перфоманса у земљи и региону.

## Биографија
Зоран Рајшић је студирао на Богословском факултету СПЦ у Београду. У области ликовних уметности образовао се у школи код Сергеја Јовановића (1984-1989. године) и у Центру за ликовно образовање Шуматовачка школа (1989—1991). У оквиру мастер програма МАПА (енг. Moving Academy for Perfoming Arts) у Амстердаму стиче искуство у интедисциплинарној примени визуелних и извођачких уметности.
Као члан БАЗААРТ-а, радио је на интердисциплинарном пројекту "Мит као судбина", на деконструкцији нематеријалног наслеђа и испитивању проблема историјског дисконтинуета током 20. века у Србији.